# چرخه کاهیل

چرخهٔ کاهیل

چرخهٔ کاهیل (به انگلیسی: Cahill cycle) یا چرخه گلوکز-آلانین، مجموعه‌ای از واکنش‌هایی است که در آن گروه‌های آمینه و کربن‌های عضلانی به کبد منتقل می‌شوند. چرخهٔ کاهیل در چرخه مواد مغذی بین ماهیچه‌های اسکلتی و کبد کاملاً شبیه چرخه کوری است. هنگامی که ماهیچه‌ها اسیدهای آمینه را برای نیازهای انرژی تجزیه می‌کنند، نیتروژن حاصل به پیرووات تبدیل و آلانین را تشکیل می‌دهد. این کار توسط آنزیم SGPT کبد انجام می‌شود که L-گلوتامات و پیرووات را به α-ketoglutarate و L-alanine تبدیل می‌کند. L-alanine حاصل به کبد فرستاده می‌شود، جایی که نیتروژن وارد چرخه اوره می‌شود و پیرووات برای ساخت گلوکز استفاده می‌شود.
چرخه کاهیل نسبت به چرخه کوری که از لاکتات استفاده می‌کند، بازده کمتری دارد، زیرا محصول جانبی تولید انرژی از آلانین، اوره است. حذف اوره وابسته به انرژی است و به چهار پیوند فسفات «پرانرژی» نیاز دارد (3 ATP هیدرولیز شده به 2 ADP و یک AMP)، بنابراین ATP خالص تولید شده کمتر از آن است که در چرخه کوری یافت می‌شود. با این حال، برخلاف چرخه کوری، NADH حفظ می‌شود زیرا لاکتات تشکیل نمی‌شود. این موضوع به آن اجازه می‌دهد تا از طریق زنجیره انتقال الکترون اکسید شود.
مطالعات ارتباط بالینی چرخه کاهیل را در توسعه درمان‌های جدید برای بیماری‌ها و سرطان‌های مرتبط با کبد نشان داده‌اند.